# Sinova
Sinova es un despoblado de la provincia de Soria, partido judicial de Soria, comunidad autónoma de Castilla y León, España. Es una granja de los Rábanos, de la comarca de Almazán.

## Historia
El censo de Pecheros de 1528, en el que no se contaban eclesiásticos, hidalgos y nobles, registraba la existencia 8 pecheros, es decir unidades familiares que pagaban impuestos. En el documento original aparece como Synova, perteneciente al Sexmo de Lubia.
A la caída del Antiguo Régimen la localidad se constituye en municipio constitucional, entonces conocido como Rábanos, Sinoba y Villarejo  en la región de Castilla la Vieja, partido de Soria, que en el censo de 1842 contaba con 70 hogares y 280 vecinos.

## Lugares de interés
- Ermita de la Virgen de Sinova.

## Fiestas
- Virgen de Sinova, la imagen es venerada por los vecinos de Los Rábanos en la granja de Sinova, donde se apareció, el 8 de septiembre.